# Neujahrskonzert der Wiener Philharmoniker 1997
Das Neujahrskonzert der Wiener Philharmoniker 1997 war das 57. Neujahrskonzert der Wiener Philharmoniker und fand am 1. Jänner 1997 im Wiener Musikverein statt. Dirigent war zum zweiten Mal Riccardo Muti, der das Konzert zuvor im Jahr 1993 geleitet hatte.

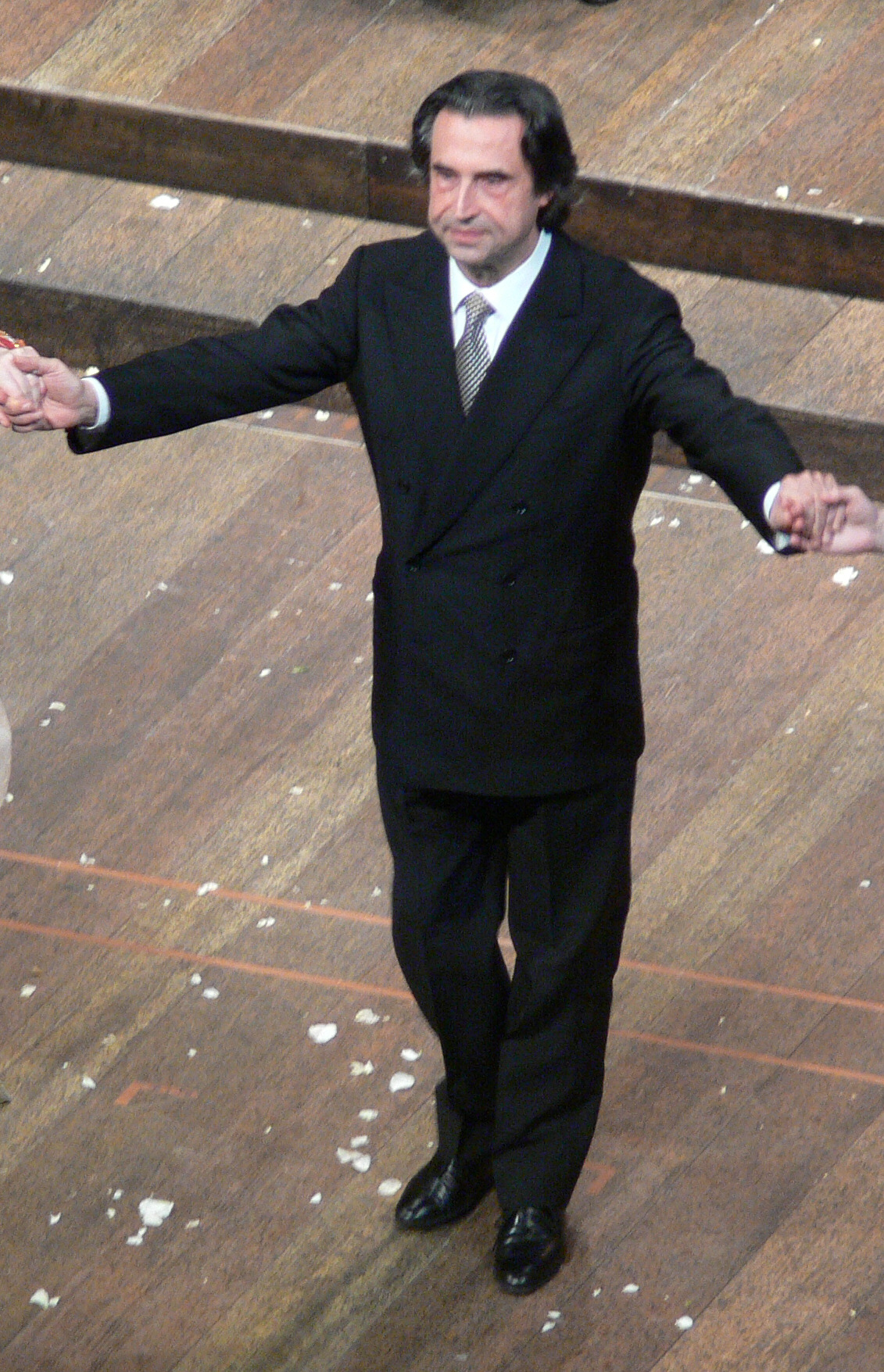
Riccardo Muti (2008)

## Programm

### 1. Teil
1. Johann Strauss (Sohn): Motoren, Walzer, op.265*
2. Johann Strauss (Sohn): ’s gibt nur a Kaiserstadt, ’s gibt nur a Wien, Polka, op. 291
3. Josef Strauss: Carrière, Polka schnell, op. 200*
4. Johann Strauss (Sohn): Patronessen-Polka (française), op.286
5. Johann Strauss (Sohn): Hofball-Tänze, Walzer, op. 298*
6. Johann Strauss (Sohn): Bluette, Polka française, op.271*
7. Johann Strauss (Sohn): Die Bajadere, Polka schnell, op. 351*

### 2. Teil
1. Franz von Suppè: Ouvertüre zu „Leichte Kavallerie“*
2. Josef Strauss: Dynamiden, Walzer, op. 173**
3. Josef Strauss: Frauenherz. Polka mazur, op.166
4. Joseph Hellmesberger junior: Leichtfüßig, Polka schnell*
5. Johann Strauss (Sohn): Neue Pizzicato-Polka, op. 449
6. Johann Strauss (Sohn): Fata Morgana, Polka Mazurka, op.330
7. Johann Strauss (Sohn): Russischer Marsch, op. 426**
8. Johann Strauss (Sohn): Freuet euch des Lebens, Walzer, op.340
9. Josef Strauss: Vorwärts!, Schnell-Polka, op. 127*

### Zugaben
1. Josef Strauss: Eingesendet, Polka schnell, op. 240
2. Johann Strauss (Sohn): An der schönen blauen Donau, Walzer, op. 314
3. Johann Strauss (Vater): Radetzky-Marsch, op. 228

Werkliste und Reihenfolge sind der Website der Wiener Philharmoniker entnommen.
 Mit * gekennzeichnete Werke standen erstmals in einem Programm eines Neujahrskonzertes, die mit ** angegebenen Werke werden laut Quelle Ersterscheinungs-CD als „erstmals aufgeführt“ angegeben, trifft aber nicht zu (Dynamiden: 1949, 1967, 1971, Russischer Marsch: 1941, 1972) 

## Besetzung (Auswahl)
- Riccardo Muti, Dirigent
- Wiener Philharmoniker

## Aufnahmen
Die Audio-Doppel-CD erschien 1997 bei EMI Classics. Auf der ersten CD waren die ersten sieben Programmnummern enthalten, auf der zweiten die Programmnummern 8 bis 16 sowie die drei Zugaben.